# تاریخ ادبیات زبان عربی
تاریخ ادبیات زبان عربی کتابی از حنا الفاخوری است.

## به فارسی
این کتاب به ترجمهٔ فارسی عبدالمحمد آیتی در سال ۱۳۶۲ منتشر و در مراسم کتاب سال جمهوری اسلامی ایران به‌عنوان کتاب برگزیده معرفی شد.